# Frankweiler (Beltheim)
Das Dorf Frankweiler liegt inmitten der Mittelgebirgslandschaft des Hunsrück in der Verbandsgemeinde Kastellaun im Rhein-Hunsrück-Kreis, Rheinland-Pfalz.

## Geographie
Frankweiler liegt zwischen Beltheim und Schnellbach an der Rhein-Mosel-Straße.

## Geschichte

### Vor- und Frühgeschichte im Frankweiler Wald
Forschungsgeschichte:
Im Wald bei Frankweiler finden sich in südwestlicher Richtung viele frühgeschichtliche Bodendenkmäler. Hierunter keltische und römische Grabanlagen sowie Überreste einer römischen Landwirtschaft.
Erstmals vollständig wissenschaftlich erfasst wurden die Anlagen durch den Lehrer und Heimatforscher Willi Wagner (1925–2009). Im Rahmen einer Begehung am 13. November 1985 dokumentierte er skizzenhaft die Gräber und recherchierte darüber hinaus auch über den Verbleib von Funden, die bei Straßenarbeiten im Jahr 1908 gemacht wurden. Allerdings skizzierte Wagner zum Teil fälschlicherweise nur die Grabhügel und nicht auch die im Gelände gut zu erkennenden römerzeitlichen Grabgärten. Im Jahr 2002 fand durch die Landesarchäologie eine Notgrabung statt, nachdem ein Grabhügel durch eine Raubgrabung beschädigt wurde. Im Rahmen der Planung zu einer gigantischen Skihalle wurde im Juni 2005 einer hiergegen opponierenden Bürgerinitiative die Anfrage an den Archäologieverein ARRATA e. V. gestellt eine archäologische Begehung durchzuführen. Daraufhin fanden umfangreiche Prospektionen statt. Die Ergebnisse der archäologischen Aufnahme wurden bei verschiedenen Veranstaltungen und schließlich am Tag des offenen Denkmals am 11. September 2005 im Rahmen einer Wanderroute präsentiert.
Archäologische Bodendenkmäler im Überblick
Der Karrenweg:
Der Karrenweg, der heute weitestgehend als Wald- und Feldweg besteht, bildete eine Querverbindung zwischen der Mosel (Karden) und dem Rhein (St. Goar und Oberwesel) und führt inmitten durch den Frankweiler Wald. Wie bereits der geschichtsinteressierte Theaterdramaturg Josef Heinzelmann in seinem Werk Der Weg nach Trigorium (1995) umfassend schlussfolgerte, führt der Karrenweg auf eine bedeutende frühmittelalterliche Straße zurück. Der Ursprung des Karrenweges liegt sicherlich in der römischen, vielleicht schon in der keltischen Epoche, wie die zahlreichen vorgeschichtlichen und römischen Gräber entlang dieser alten Weges zeigen.
Keltische Grabhügelgruppe:
Direkt neben dem Karrenweg, nordwestlich der Höhe 495,2, befindet sich eine überwiegend vorgeschichtliche Grabhügelgruppe, die bereits 1936 eine erste Erwähnung fand. Im Jahr 2002 fand durch die Landesarchäologie eine Grabung eines gestörten Grabhügels statt. Ausgegraben wurde eine römerzeitliche Nachbestattung aus dem 1. Jahrhundert n. u. Z., die aus einem Urnengefäß mit Leichenbrand bestand.
Römerzeitliche Grabgruppe:
Südöstlich der Höhe 495,2, direkt neben dem Karrenweg, befindet sich eine Grabgruppe, die aus Grabhügeln und Grabgärten besteht. Der große Grabhügel, im Volksmund „Bierhübel“ genannt, soll im Jahr 1908 im Zuge der Lehmentnahme für Ausbesserungsarbeiten am Karrenweg ausgegraben worden sein.
Römerzeitliches Landhaus (Villa rustica):
Unweit der Grabhügelgruppen befinden sich die Überreste einer römerzeitlichen Landsiedlung. Zu erkennen sind Grundrisse einzelner Gebäude, eines Kellers und einer Umfassungsmauer. Unter den Fundstücken befinden sich Dachziegelfragmente und Keramikscherben, die keinen Zweifel an der römischen Zeitstellung lassen. Bereiche des Hauptgebäudes wurden durch illegale Raubgrabungen zerstört. Vermutlich handelt es sich um eine typische Portikusvilla, wie sie für den Hunsrück typisch war.
Neuzeitliche Bodendenkmäler:
Nur wenige Meter von der römerzeitlichen Grabhügelgruppe entfernt, befinden sich Gruben, die aus der Entnahme von Eisenerzen im 19. Jhdt. herrührten. In der Nähe der Römersiedlung befindet sich die sog. „Schinnkaul“, in der früher Tierkadaver von verendeten und kranken Tieren entsorgt wurden.

### Bürgerinitiative gegen eine geplante Skihalle
Als einer breiteren Öffentlichkeit im Juni 2005 durch Zeitungsberichte bekannt wurde, dass eine ortsansässige Projektentwicklungsfirma namens Con2Re das Ziel verfolgte, im Frankweiler Wald mit einem Finanzierungsvolumen von über 160 Millionen Euro einen „Mega-Skipark“ zu errichten, gründete sich rasch eine Bürgerinitiative. Unter dem Namen bei-us.net (hunsrückisch für bei uns nicht) formierte sich der Protest gegen dieses Großprojekt und fand damit auch Gehör bei dem damaligen Bürgermeister der Verbandsgemeinde Kastellaun Fritz Frey. Geplant war es beispielsweise einen 80 Meter hohen Betonturm für Skiabfahrten innerhalb einer entsprechend großen Halle („Gefriertruhe“) zu bauen.
Es wurde eine Verschandelung des Landschaftsbildes und die Beeinträchtigung der Lebensqualität angenommen. Die Befürworter sahen darin eine Bereicherung des touristischen Angebots des strukturarmen Vorderhunsrücks und verwiesen, wie allerdings bei umstrittenen Bauprojekten üblich, auch auf anfallende Gewerbesteuern und neue Arbeitsplätze.
Es erfolgte eine Anfrage der BI an den archäologischen Verein ARRATA den Frankweiler Wald zu begehen und durch das Projekt gefährdete Bodendenkmäler festzustellen. Daraufhin erfolgten rund ein Dutzend Begehungen unter der Teilnahme von lokalen Heimatforschern. Am 16. Juli 2005 folgten der in der Presse kurzfristig angekündigten Exkursion, die Wolfgang Welker (ARRATA e. V.) für die Bürgerinitiative „bei-us.net“ leitete, über 150 Interessierte, die sich nahezu alle gegen den Skipark aussprachen. Allerdings auch Beobachter der Projektfirma begleiteten die Gruppe. Diese gemeinschaftliche Begehung war die Initialzündung für weitere Aktionen: Im Internet versammelte und organisierte man sich, darüber hinaus gab es regelmäßige Treffen, um weitere publikumswirksame Veranstaltungen zu planen und durchzuführen. Vor allem auch der nun gegründete Arbeitskreis Statt-Park veranstaltete in Zusammenarbeit mit dem Archäologieverein eine „Sternschnuppennacht“ (Vortrag mit anschließender Beobachtung der Perseiden im Freien auf einer Anhöhe), die „Vierelemente-Tour“ durch den Frankweiler Wald und eine geologisch-historische Wanderung (u. a. unter Leitung der Geologin und Heimataktivistin Karin Ochel-Spies aus Riesweiler). Zwischenzeitlicher Höhepunkt der zahlreichen Veranstaltungen war die Teilnahme am Tag des offenen Denkmals am 11. September 2005, an der neben den beteiligten Initiativen auch der Geschichtsverein Beltheim mitwirkte.
Neben den Besorgnissen der Anwohner führten zudem ungeklärte Fragen der finanziellen Absicherung des Projekts dazu, dass die Gemeinden beschlossen die umstrittene Freizeitanlage nicht errichten zu lassen. Jedoch zeigten die bewegenden Ereignisse, welches geschichtliche und touristische Potential in einer ländlichen Region wie dem Hunsrück zu finden ist.

## Kultur
- Frankweiler verfügt über eine katholische Kirche sowie über ein Gemeindehaus.
- Vereine sind: SC Frankweiler (Fußball und Turnen), die Freiwillige Feuerwehr, der Förderverein Frankweiler und der Möhnenverein Frankweiler.

## Politik
Am 17. März 1974 wurde die bis dahin eigenständige Gemeinde Frankweiler mit damals 283 Einwohnern in die neu gebildete Ortsgemeinde Beltheim eingegliedert.
Politisch wird der Ortsbezirk Frankweiler vom Ortsbürgermeister und dem Ortsgemeinderat Beltheim vertreten, verfügt aber auch über einen eigenen Ortsbeirat und einen Ortsvorsteher. Der Ortsbeirat besteht aus fünf Mitgliedern.
Andreas Platt wurde 2024 Ortsvorsteher von Frankweiler.
Sein Vorgänger war Alfons Nick.